# Auerochse (Wappentier)

Wappen des Kantons Uri (Schweiz)

Der Auerochse ist ein Wappentier in der Heraldik und als gemeine Figur nicht immer vom Stier zu unterscheiden. 
Das bereits lange ausgestorbene Tier wird auch Ur genannt. 
Die Darstellung ist als ganze Wappenfigur oder als hersehender Kopf im Wappenschild möglich. Der Heraldiker beschreibt die Kopfdarstellung als en face. Bei ihr wird ein Nasenring als Zier verwendet. Es fehlt auch das beim Stierkopf übliche abgerissene Halsfell.
Als ganzes Tier ist es nach (heraldisch) rechts schreitend oder stehend mit Hauptblickrichtung nach dort. Die Farbgebung ist sehr unterschiedlich, aber Schwarz wird bevorzugt. Die Bewehrung kann anders gefärbt sein, also Hörner, Hufe und Zunge.

## Beispiele
Im Schweizer Wappen des Kantons Uri ist es eine redende Figur und seit dem 13. Jahrhundert bekannt, aber manchmal mit und manchmal ohne Nasenring. Das Wappen des mährischen Adelsgeschlecht von Pernstein zeigt einen Auerochsenkopf mit Nasenring.
Das Ur ist als nationales Symbol moldauischer Auerochse in vielen Wappen des Fürstentum Moldau zu finden. Auch im Wappen der Republik Moldau und Bessarabien findet man ihn.

Auerbach in der Oberpfalz
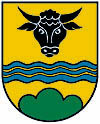
Aurach am Hongar
Bukowina
Gandria, Schweiz
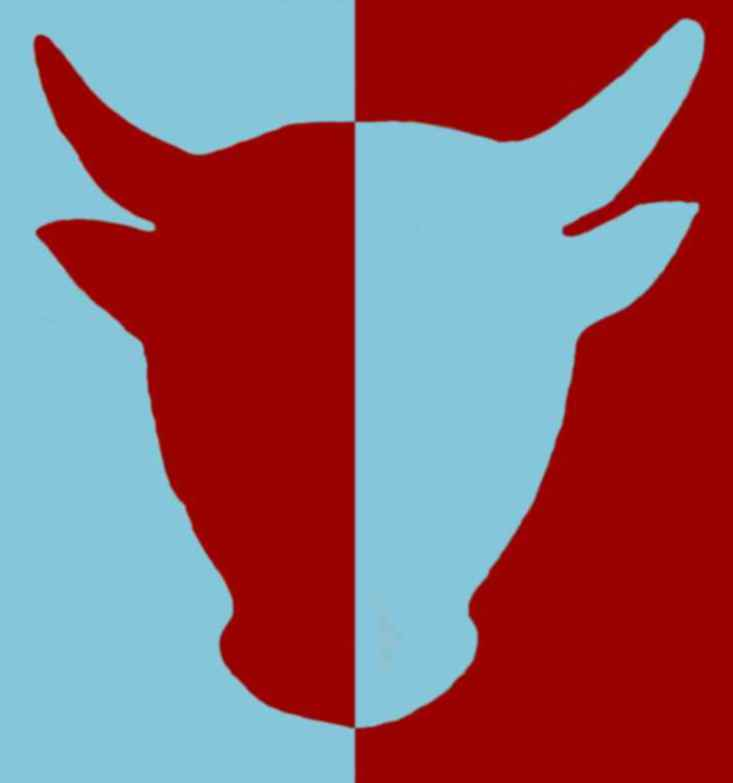
Harleshausen (Stadtteil von Kassel)
Prerau, Tschechien
Stegaurach
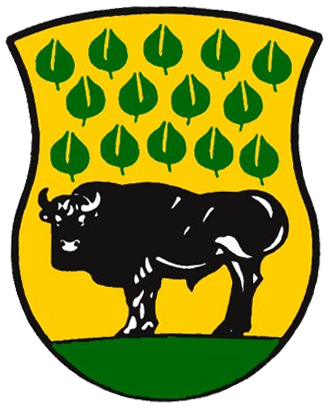
Taura
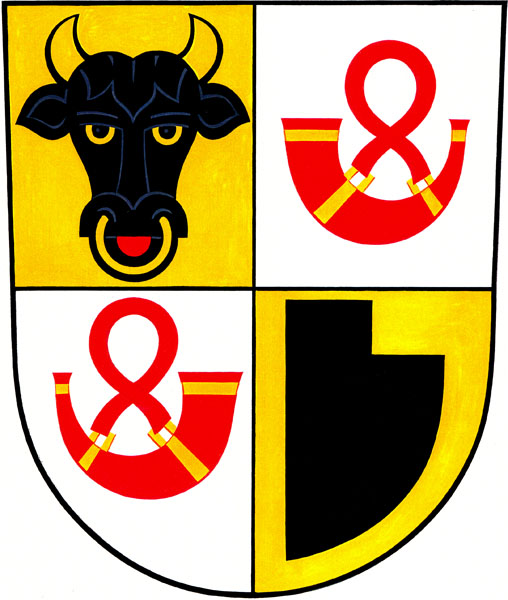
Traubek, Tschechien
Urmatt, Frankreich
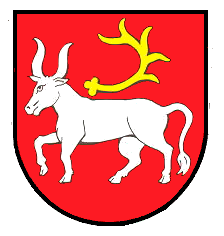
Ursenbach/Bergstraße
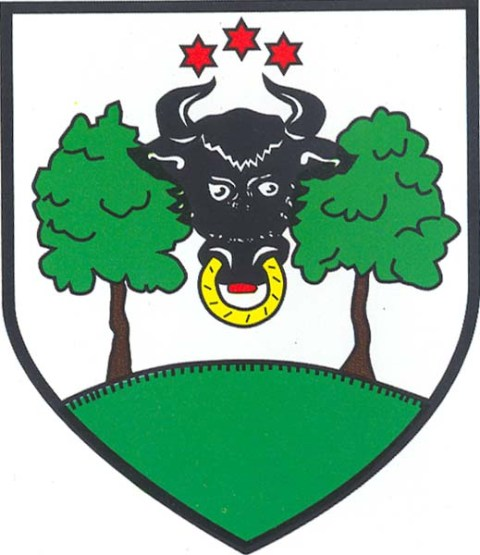
Zubří (ZR), Tschechien
Zubří, Tschechien
Republik Moldau
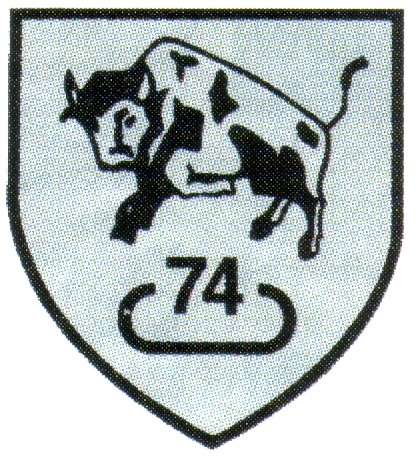
Deutsches Panzerbataillon 74